# Heather McKay
Heather McKay (née Blundell, 31 juli 1941, Queanbeyan) is een Australische multisport atlete, vooral bekend van squash. Ze won de eerste twee World Open Squash (1976, 1979), veertien keer achter elkaar het Australisch Amateurkampioenschap (1960-1973) en zestien keer het British Open Squash Kampioenschap (1962-1977). Ze wordt gezien als een van de beste spelers in de geschiedenis van squash. Naast haar succes in squash deed McKay ook professioneel aan hockey, racquetball en tennis.

## Leven en carrière
McKay werd in 1941 geboren als Heather Blundell in Queanbeyan. Ze kwam uit een gezin met elf kinderen. Haar vader was bakker en haar moeder een thuisblijvende ouder. Het gehele gezin sportte, sommige gezinsleden zelfs op hoog niveau. Haar ouders moedigden McKay aan om tennis in de zomer en hockey in de winter te spelen. Pas op achttienjarige leeftijd kwam ze in aanraking met squash, als sport om haar conditie te verbeteren. Aanvankelijk deed ze dit niet professioneel en zonder formele coaching, tot ze op aanraden van een vriend meedeed met het New South Wales Country Kampioenschap. Hier won ze de junioren- en vrouwentitels.
Haar succes bij dat kampioenschap werd opgemerkt door de president van de Australische Squashbond. Op diens aanraden deed McKay in 1960 mee met de New South Wales kampioenschappen in Sydney. Ze won het juniorentoernooi, maar verloor in de kwartfinale van het vrouwentoernooi van Yvonne West. Na dit toernooi verlegde ze haar focus van tennis naar squash, hoewel ze de andere sporten niet volledig opgaf. Haar potentie werd ook opgemerkt door squashkampioen Hashim Kahn, die tegen de pers in Canberra zei: "this girl could be very good".
In 1960 won ze voor het eerst de Australian title, welke ze de volgende dertien keer nog zou winnen. Tevens won ze tussen 1961 en 1973 de New South Wales en Victoria kampioenschappen. Gesteund door sponsoren verhuisde ze daarna naar Sydney om haar carrière verder te brengen. Daar ontmoette ze Brian McKay, met wie zij in 1965 trouwde en wiens achternaam zij overnam.
In 1962 verloor ze van Fran Marshall tijdens het Schots kampioenschap. Dit was haar tweede verlies in haar professionele carriere, de laatst keer tot haar pensioen in 1979. Datzelfde jaar deed ze voor het eerst mee aan British Open Squash Kampioenschap, tot 1976 bekend als het onofficïele wereldkampioenschap. Dit toernooi won ze, en de daaropvolgende vijftien keer.
Tussendoor bleef McKay ook geïnteresseerd in andere sporten uit haar jeugd. Zo vertegenwoordigde ze Australië in 1967 en 1971 in hockey.
In 1976 won ze het eerste World Open Squash voor vrouwen, hoewel het betwist is of dit toernooi een officieel wereldkampioenschap was. McKay verhuisde in 1975 naar Toronto en deed in 1977 mee aan het Amerikaanse squashkampioenschap, wat ze won. McKay deed in 1979 opnieuw mee aan het World Open Squash, ditmaal onbetwist officieel, en won dit opnieuw.
Op 38-jarige leeftijd - buitengewoon oud voor zo'n succesvolle squashspeler - besloot McKay te stoppen met squash. Ze begon vervolgens met racquetball, waarin ze eveneens succesvol was. Al in 1977 won ze het Amerikaanse Amateur Racquetball Kampioenschap. In 1980 won ze het Canadees Racquetball Kampioenschap, wat ze wederom won in de jaren 1982 tot en met 1985. En in 1980, 1981 en 1984 won ze ook het Amerikaanse Professionele Racquetball Kampioenschap.
In 1985 verhuisde ze terug naar Australië. Dat jaar werd ze assistent-coach bij Australian Institute Of Sport voor squash in Brisbane, met Geoff Hunt als hoofdcoach. In die rol coachte ze onder meer Michelle Martin, Natalie Grinham en Rachel Grinham. Naast het coachen won ze ook in die periode viermaal het World Masters Squash Championships. In 1987 en 1990 in de categorie boven de 45 jaar en in 1993 en 1995 in de categorie boven de 50 jaar. In 1999 stopte ze met coachen en eindigde haar betrokkenheid bij squash. Ze verhuisde vervolgens naar Canberra.
Sinds de late jaren '90 doet ze mee aan seniorentoernooien tennis, zowel enkel- als dubbelspel. In 2001 won ze het Wereldkampioenschappen Seniors en in teamverband de Alice Marble Cup. In 2016 overleed haar partner, wat reden voor haar was om in 2018 terug te verhuizen naar Queanbeyan.

## Erkenning
- 1967 - ABC Sporter van het jaar[3]
- 1969 - Lid van Orde van het Britse Rijk[2]
- 1979 - Lid van Orde van Australië[2]
- 1985 - Sport Australia Hall of Fame, verheven tot legendarisch in 2000[2]
- 1993 - World Squash Hall of Fame[3]
- 1997 - USA Racquetball Hall of Fame[3]
- 2000 - Australische sportmedaille[14]
- 2001 - Victorian Honour Roll of Women[8]
- 2003 - International Women's Sports Hall of Fame[3]
- 2018 - Officier van Orde van Australië[2]
- 2021 - Ladies Pro Racquetball Tour (LPRT) Hall of Fame[3]